# 1997
1997 (MCMXCVII) var ett normalår som började en onsdag i den gregorianska kalendern.

## Händelser

### Januari
- 1 januari

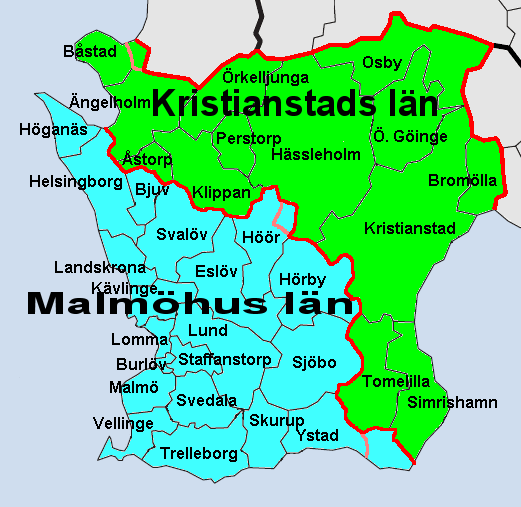
Malmöhus- och Kristianstads län går ihop till Skåne län.

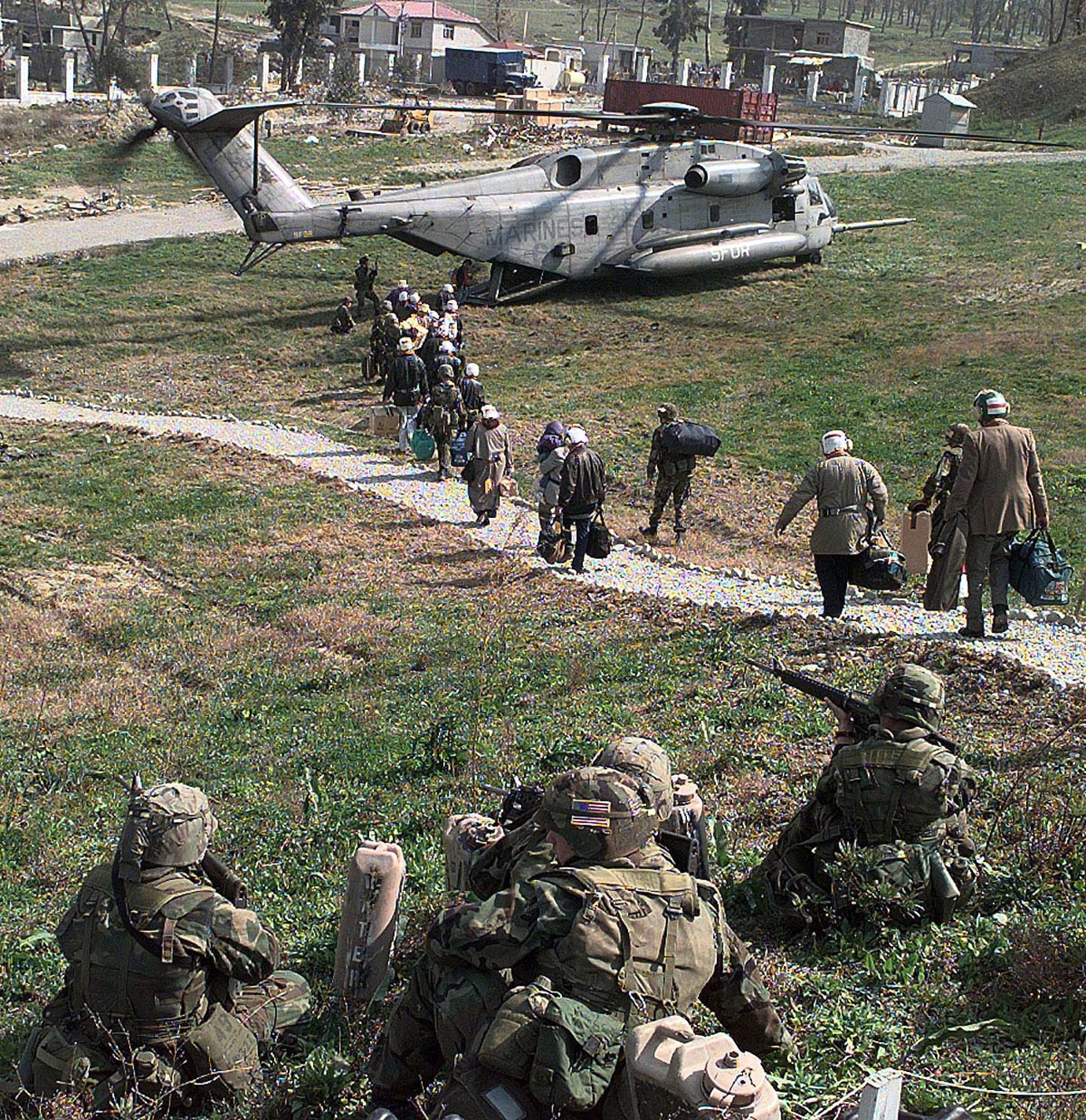
Pyramidspelet i Albanien.

  - Malmöhus och Kristianstads län slås samman till Skåne län[1].
  - Kopparbergs län byter namn till Dalarnas län[2].
  - Sverige inför 18-årsgräns för inköp och införsel av tobaksvaror[3]
  - Regeringskansliet blir en gemensam myndighet, från tidigare 15 myndigheter. Statsministern blir högste chef.
- 2 januari
  - Sverige tar plats i FN:s säkerhetsråd[2].
  - I Sälen har drygt 70 personer fått handlederna gipsade sedan dagen före jul på grund av det populära snowboardåkandet[4].
- 12 januari – Sveriges finansminister Erik Åsbrink oroar sig för att datakaos ska utbryta 2000 och kräver därför att en gemensam handlingsplan för den offentliga sektorn och näringslivet upprättas.
- 14 januari – Israel återlämnar Hebron på Västbanken till palestinierna[5].
- 17 januari – En Delta II-raket bärande på en GPS2R-satellit exploderar 13 sekunder efter start och sprider 250 ton brinnande raketmaterial runt uppskjutningsplatsen[6].
- 20 januari – Maria Leissner meddelar att hon avgår som Folkpartiet liberalernas ledare då den interna kritiken vuxit[1].
- 21 januari – Två jordbävningar i nordvästra Kina dödar 50 personer och förstör 1 400 hus[7].
- 25 januari – Enligt det svenska Invandrarverket har 31 700 personer fått uppehållstillstånd under 1996. 120 av dem är flyktingar enligt Genèvekonventionerna[4].
- 25 januari–15 april – Albanien drabbas av svåra kravaller och står på gränsen till inbördeskrig[8].
- 29 januari – Svensken Mathias Dahlgren, 27, vinner kock-VM i franska Lyon[5].

### Februari
- Februari – I Indien börjar en kommission arbeta mot att statsanställda anställer barn under 14 år som hushållsarbetare[9].
- 2 februari – Sveriges regering beslutar med stöd av Centerpartiet att en reaktor i Barsebäckverket skall stängas den 1 juli 1998[2].
- 8 februari – Svenskt vinstrekord för spel sätts i Helsingborg med 61 miljoner på 12 kronors insats i Joker[4].
- 14 februari – Pripps blir helt norskt när Volvo säljer sina 55% till Orkla[4].
- 18 februari – Sparbanken och Föreningsbanken går samman till en ny storbank Föreningssparbanken.
- 23 februari – Världens första klonade får Dolly, visas upp av skotska forskare[8].
- 28 februari
  - Jordskalv i norra Iran dödar minst 1 600 personer, skadar 2 300 och lämnar 50 000 utan hem[7].
  - Två personer, beväpnade med helautomatiska AK-47:or, rånar vid niotiden på morgonen ett av Bank of Americas kontor i North Hollywood i Los Angeles, vilket leder till en eldstrid mot polisen.

### Mars
- 12 mars
  - Deflationen i Sverige fortsätter för tredje månaden i rad[10].
  - Pernilla Wiberg tar som första svensk en pallplats i störtlopp i världscupen i Vail, Colorado, USA[4].
- 13 mars – USA skickar soldater till Tirana, Albanien för att evakuera amerikaner och skydda USA:s ambassad under upproret[11].
- 15 mars – Lars Leijonborg väljs till partiordförande för Folkpartiet liberalerna i Sverige efter Maria Leissner[1]. Han är vid utnämnandet 47 år gammal[5]
- 19 mars – Svenske advokaten Pelle Svensson hävdar att "bombmannen" Lars Tingström på sin dödsbädd erkände Palmemordet, och att Christer Pettersson var en av dem som skulle utföra det[5].
- 24 mars – Den 69:e Oscarsgalan hålls i Shrine Auditorium i Kalifornien, USA.
- 26 mars – Trettionio döda hittas efter att sekten Heaven's Gate har begått kollektivt självmord.
- 27 mars – USA:s president Bill Clinton meddelar USA:s kongress att USA skickar evakueringsstyrkor till Gabon och Zaire för att evakuera amerikaner[11].

### April
- 1 april
  - Republiken och mikronationen Užupis, Užupio res publika, utropar sin självständighet i Litauens huvudstad Vilnius.
  - Kometen Hale–Bopp når perihelium.
- 2 april – Belarus och Ryssland skriver unionsavtal[8].
- 9 april – Sveriges riksdag beslutar att försök med digitala TV-sändningar i marknätet skall genomföras[10].

### Maj

Skredet i Vagnhärad.

- 1 maj – I parlamentsvalet i Storbritannien vinner Labour sitt första val sedan 1974 och sätter punkt för 18 års konservativt styre.[1]

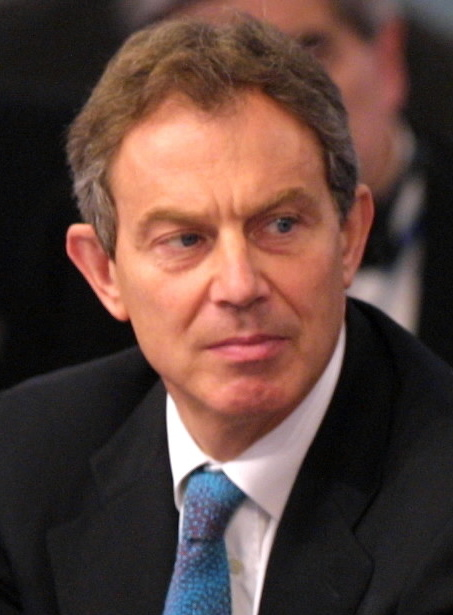
Tony Blair blir premiärminister i Storbritannien.

- 2 maj – Tony Blair tillträder som premiärminister i Storbritannien.
- 10 maj – En jordbävning i norra Iran dödar minst 1 600 personer, skadar 2 300 och gör 50 000 hemlösa[7].
- 11 maj – En schackdator vinner för första gången en match mot en regerande världsmästare i schack när Deep Blue slår Garri Kasparov med 3,5-2,5.
- 12 maj – Fredsavtal mellan Ryssland och Tjetjenien[8].
- 17 maj – Inbördeskriget i Zaire går mot sitt slut. Kinshasa faller i rebellernas händer, och staten byter namn till Kongo-Kinshasa[8].
- 23 maj – Fem villor i Vagnhärad glider ner i Trosaån. 33 hus töms på grund av fortsatt rasrisk[4].
- 24 maj – Talibanerna behärskar nästan hela Afghanistan[8].
- 29–30 maj – Amerikanska soldater anländer till inbördeskrigets Freetown, Sierra Leone för att evakuera amerikaner[11].
- 30 maj – En rapport visar att antalet dödsfall bland narkomaner i Stockholm, Sverige fördubblats på 10 år, från cirka 50 per år vid 1980-talets slut till att 1997 ligga på 100 om året.[12]

### Juni
- 1 juni – Järnvägsdelen av Stora Bältbron invigs[8].
- 4 juni – Sveriges statsminister Göran Persson meddelar att Sverige inte skall delta i EMU från starten[2].
- 5 juni – Christina Odenberg utses till Sveriges första kvinnliga biskop med säte i Lund[4], 57 år gammal[5].
- 9 juni – Svealandsbanan mellan Eskilstuna och Stockholm invigs[2].
- 10 juni – En majoritet i Sveriges riksdag beslutar att kärnkraftverket i Barsebäck skall avvecklas, första reaktorn skall stängas 1998[10].
- 13 juni – 29-årige Timothy McVeigh döms till döden för bombdådet i Oklahoma City 1995, då 168 personer dödades[5].
- 15 juni – Olof Johansson väljs om som ordförande för svenska Centerpartiet[2].
- 19 juni – Carl Bildt återvänder till svensk politik efter två år som fredssamordnare i Bosnien och Hercegovina[10].
- 22 juni – Nato och Ryssland sluter samarbetsavtal[8].
- 22 juni – Den svenska artisten Ted Gärdestad begick självmord vid Häggviks station i Sollentuna.
- 28 juni – Alf Svensson väljs om som ordförande för svenska KD[2].
- 29 juni – Vid kampen om världsmästartiteln i tungviktsboxning i Las Vegas diskvalificeras Mike Tyson, USA för att ha bitit högerörat av motståndaren Evander Holyfield, USA[1].

### Juli
- 1 juli

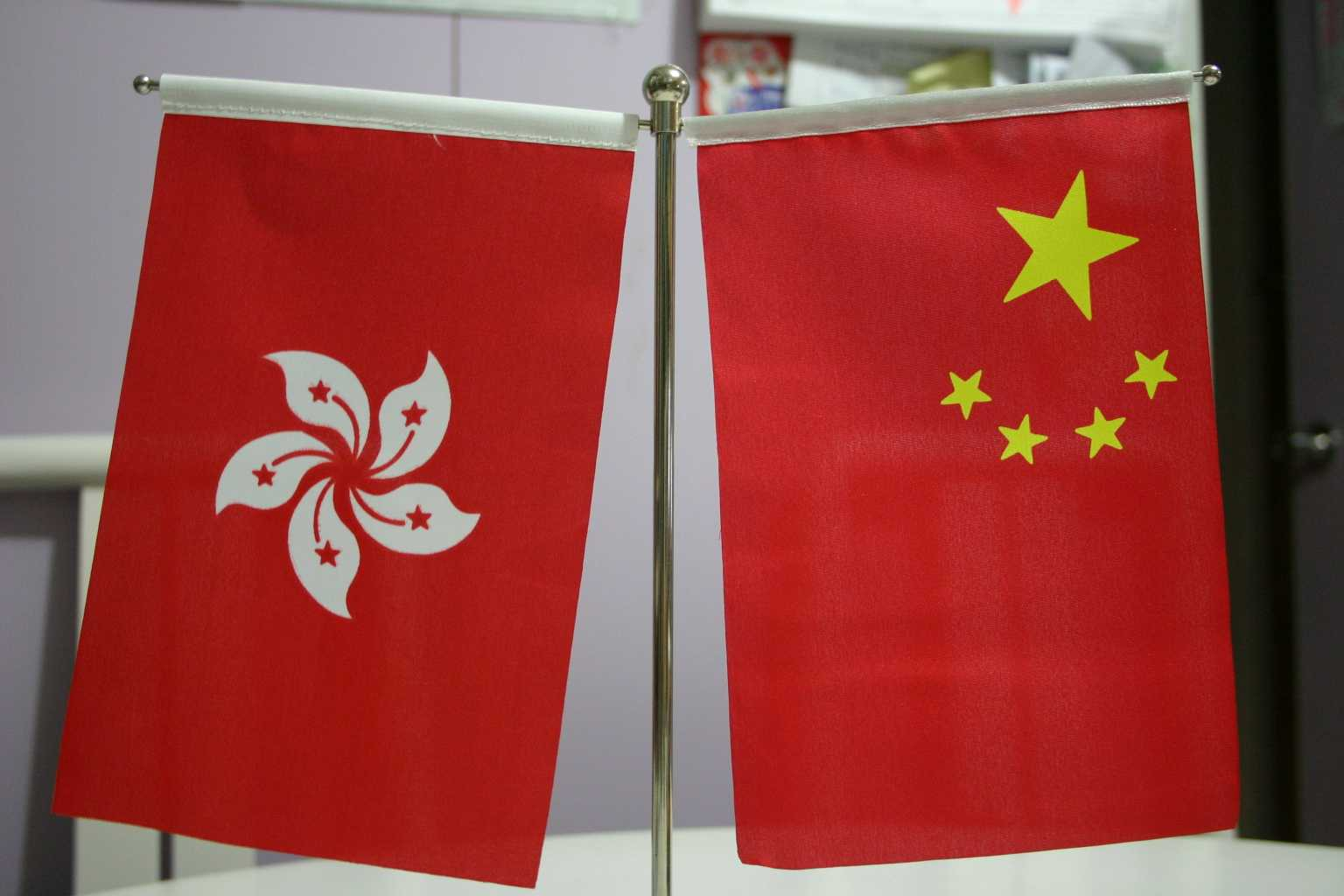
Storbritannien ger tillbaka Hongkong till Kina.

  - Storbritannien överlämnar Hongkong, med sex miljoner invånare, till Kina efter 156 år som brittisk besittning[1].
  - Sverige blir ordförandeland i FN:s säkerhetsråd[10].
- 4–9 juli – Delar av Tjeckien, Polen och Tyskland utsätts för våldsamma skyfall, som leder till 1900-talets värsta översvämningar i de berörda länderna[1].
- 6 juli – Statskupp i Kambodja[8].
- 11 juli – USA:s president Bill Clinton meddelar till USA:s kongress att USA skall skicka soldater till Utapao Air Base i Thailand för att evakuera amerikaner från Kambodja[11].
- 15 juli – Jugoslaviens parlament väljer Serbiens president Slobodan Milošević till Jugoslaviens president[8].
- 16 juli – Spiondömde översten Stig Bergling friges efter att ha avtjänat hälften av sitt 23-åriga fängelsestraff. Han återvände frivilligt till Sverige via Cypern i augusti 1994 efter att ha flytt till Sovjetunionen 1987[10].
- 18 juli – Andelen svenska hushåll som är beroende av socialbidrag har enligt en rapport ökat med 40 % under 1990-talet[4].
- 22 juli – Mordet i Keillers park
- 25 juli – Långfilmen Air Force One har premiär på bio.
- 27 juli – Översvämningarna i Polen och Tyskland förvärras då Oderfloden spränger sönder fördämningar, och 17 000 personer evakueras från Słubice i Polen[7].
- 28 juli – Sexåriga Jasmina Jasharaj försvinner spårlöst från Sävsjö.
- 29 juli – Skyfallsliknande regn i Sverige vållar översvämningar i bland annat Flen och Skellefteå[7].

### Augusti
- Norge sänker skolstartsåldern från 7 års ålder till 6 års ålder.
- 7 augusti – En bomb på Stockholms stadion exploderar, men inga människor skadas.
- 13 augusti – Den animerade komediserien South Park debuterar på amerikansk tv
- 18 augusti – En tyfon i östra Kina dödar 350 och gör 380 000 hemlösa[7].

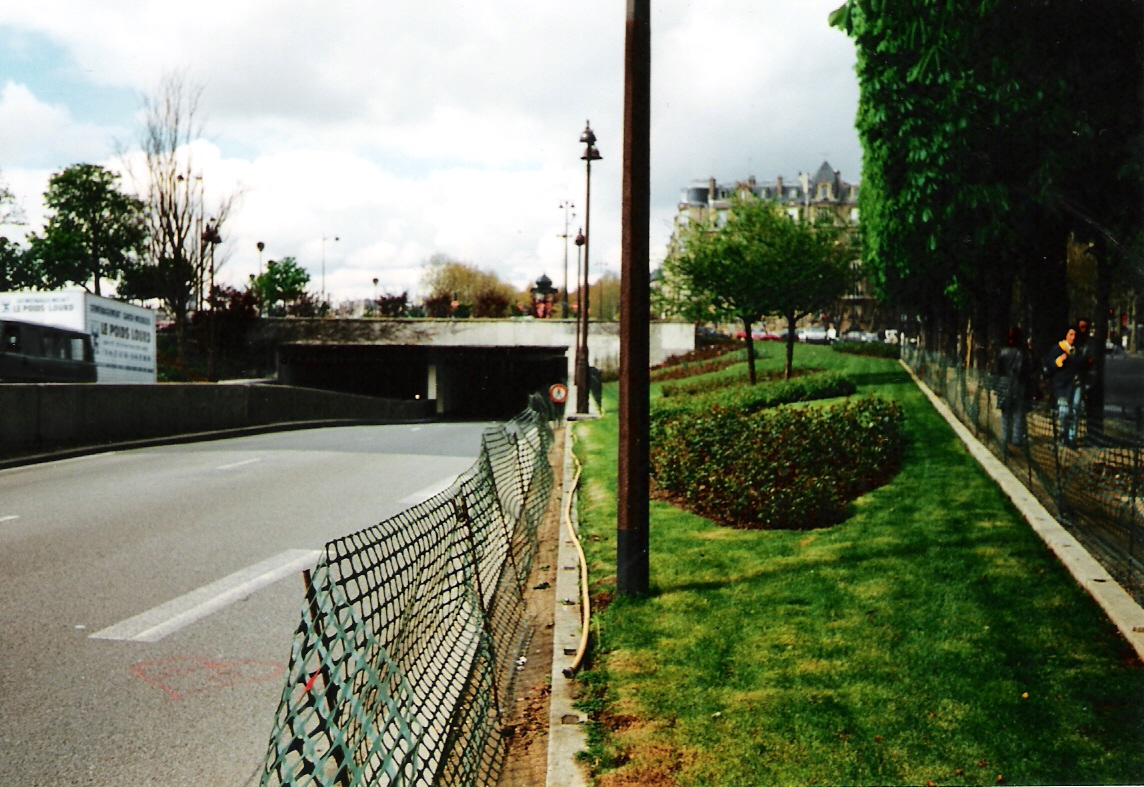
Brittiska Diana, prinsessa av Wales död i trafikolycka.

- 25 augusti – En domstol i Berlin dömer Egon Krenz, siste stats- och partichef i Östtyskland, till 6,5 års fängelse som medskyldig till dödsskjutningarna vid Berlinmuren under det kalla krigets dagar[1].
- 30 augusti–31 augusti – Fulufjällets nationalpark drabbas under eftermiddagen till förnatten av ett enormt regnoväder, som skapar Regnkatastrofen på Fulufjället 1997.
- 31 augusti – Prinsessan Diana, exhustru till prins Charles, omkommer i en bilolycka i Paris när bilen hon färdas i krossas mot en betongpelare. Även hennes nya kärlek, egyptiern Dodi Fayed, samt bilens förare dödas i olyckan[1], efter att de blivit jagade av fotografer.

### September
- 1 september – I Finland omorganiseras länen.[13]
- 2 september – En rapport utkommer om att Sverige har högst skatteuttag inom EU.[5]
- 5 september
  - En 26-åring grips på väg att spränga den skulptur på Millesgården som är symbol för Stockholms ansökning om olympiska sommarspelen 2004 och misstänks för två andra sprängningar av idrottsanläggningar.[4]
  - Internationella olympiska kommittén beslutar att Aten skall arrangera Olympiska sommarspelen 2004.
- 11 september – Den statliga Demokratiutredningen tillsätts i Sverige, för att belysa förutsättningar, problem och möjligheter för det svenska folkstyret inför det nya årtusendet.[14]
- 14 september – En 28-årig kranskötare i Karlstad erkänner sexuella övergrepp på sju barn.[5]
- 17 september – Häftigt debatt uppstår i Sverige, där SVT:s Expedition Robinson beskylls av debattörer för att uppmana till mobbning. Serien klipps om, och börjar sedan sändas.[10]
- 18 september – 29 skadas och flera hundra bilar sprängs i ett sprängdåd av en Al-Qaedamedlem i Mostar, Bosnien och Hercegovina.
- 26 september – En jordbävning i Italien förstör bland annat Sankt Franciskus basilika i Assisi och ovärderliga konstskatter förstörs.[7]
- 28 september – Estoniamonumentet invigs i Galärparken på Djurgården i Stockholm.[2][10]

### Oktober

EU:s nya "konstitution" Amsterdamfördraget undertecknas.

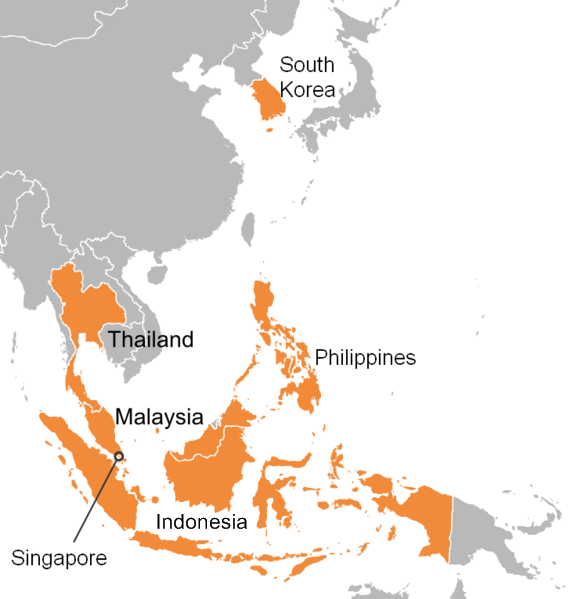
Svårt drabbade länder inom Asienkrisen.

- 1 oktober – En 16-årig pojke dödar sin mamma och går sedan till skolan med ett gevär och dödar två skolflickor samt skadar ytterligare åtta elever i skolan i Pearl, Mississippi.
- 2 oktober
  - EU:s nya "konstitution" Amsterdamfördraget undertecknas[8].
  - Tunnelbygget genom Hallandsåsen blir en stor miljöskandal då det visat sig att tätningsmassan som använts för att stoppa grundvattnet läcker ut gift i bland annat närliggande Vadbäcken[1].
- 5 oktober – Christina Odenberg blir Sveriges första kvinnliga biskop[10].
- 7 oktober – Allt arbete med tågtunneln genom Hallandsåsen stoppas, och en kommission tillsätts för att undersöka om miljöbrott, brott mot vattenlagen och arbetsmiljöbrott förekommit under tunnelbygget[10].
- 9 oktober – En orkan dödar över 500 och skadar tusentals i Mexiko[7].
- 11 oktober
  - Europarådet beslutar att inrätta en domstol för mänskliga rättigheter[8].
  - Tommy Svensson avgår som förbundskapten för Sveriges herrlandslag i fotboll och ersätts av Tommy Söderberg[1].
- 13 oktober – Nordbanken och den finska banken Merita går samman till Nordens största bank, Merita-Nordbanken, med huvudsäte i Helsingfors[4].
- 16 oktober – Finländska geologer hittar Nordens äldsta boplats, Varggrottan utanför Kristinestad med 74 000 år gamla verktyg[5].
- 23 oktober – Europeiska unionens domstol beslutar att Systembolaget får behålla det svenska spritmonopolet[2].
- 27 oktober – Börsnedgångar utlöser Asienkrisen.
- 30 oktober – Den brittiska au pair-flickan Louise Woodward döms till 15 års fängelse för att ha dödsmisshandlat den åtta månader gamle pojken Matthew Eappen till döds Newton, Massachusetts,  USA i februari 1997.

### November
- 1 november – Anders Gerdin tillträder som chefredaktör för Aftonbladet.
- 3 november – En tyfon i Vietnam dödar över 3 000 personer och lämnar 100 000-tals utan hem[7].
- 27 november – I Sverige frias Sigvard Marjasin, tidigare landshövding i Örebro län, av tingsrätten. Han avslöjades ha klippt sönder butikskvitton i samband med inköp till representationen[10].
- 28 november – Det svenska hovet bekräftar att kronprinsessan Victoria lider av ätstörningar[5].
- 29 november – Sverige vinner sin sjätte Davis Cup-titel i tennis.

### December

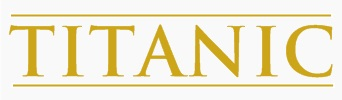
Filmen Titanic har premiär på biograferna. Filmen blir den mest framgångsrika hittills, då den drar in nära 2 miljarder dollar totalt.

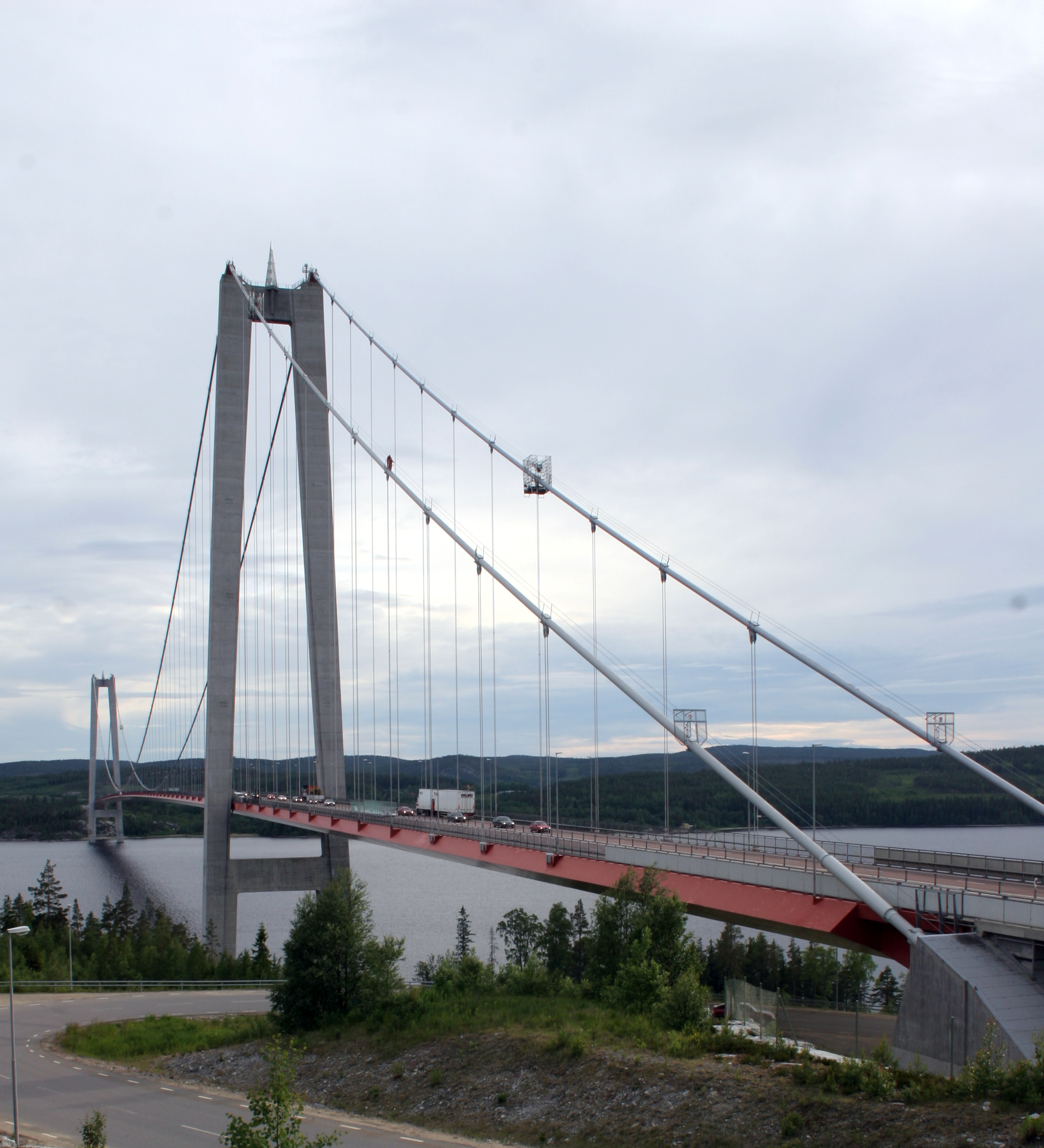
Högakustenbron invigs.

- December – Umeå universitet stänger av den ansvariga arrangören, då en nynazist tillåtits föreläsa[4].
- 1 december
  - Högakustenbron invigs norr om Härnösand i Sverige, och blir Sveriges längsta hängbro[1].
  - En 14-årig pojke dödar tre elever och skadar fem när han öppnar eld i en skola i West Paducah, Kentucky i USA.
- 2 december – Ludmila Engquist får Svenska Dagbladets guldmedalj.
- 3 december – Italiens förre premiärminister Silvio Berlusconi döms till fängelse för bokföringsbrott[5].
- 5 december – Riksåklagaren begär resning i Palmemålet och åtal väcks mot den så kallade OS-bombaren.
- 10 december – Thomas Ravelli spelar sin sista match för IFK Göteborg.
- 12 december – K.G. Hammar efterträder Gunnar Weman och blir därmed svenska statskyrkans siste ärkebiskop.
- 15 december – Nelson Mandela avgår som partiledare för ANC.
- 19 december
  - Filmen Titanic har premiär på biograferna. Filmen blir den mest framgångsrika hittills, då den drar in nära 2 miljarder dollar totalt.
  - USA:s president Bill Clinton meddelar till USA:s kongress att han planerar amerikanskt deltagande i säkerhetsarbete i  Bosnien och Hercegovina då Nato och SFOR drar sig tillbaka i mitten av 1998[11].
- 20 december – Ylva Nowén vinner sin första världscupseger i slalom.
- 31 december
  - Strax efter klockan 14:00 avfyras det sista skottet från Bodens fästning. Därefter är den nerlagd som försvarsverk och skall bli turistattraktion istället.
  - Nyårsklockan på Skansens nyårsfirande läses för första gången av Margaretha Krook.

### Okänt datum
- SE-Banken köper försäkringsbolaget Trygg-Hansa.
- Carl Larssons målning Midvinterblot köps tillbaka av Nationalmuseum för 14,6 miljoner kronor.
- Vin i pappkartonger har blivit succé i Sverige[4].
- 33 % av börsvärdet i svenska företag är utlandsägt[4].
- Personalen dras in på Sveriges sista bemannade fyrar[4].
- I Sverige anhålls misstänkta då börsbolaget Trustor plundrats på 600 miljoner SEK[4].
- Sverige skriver in "Barnperspektivet" och "det kompetenta barnet" i "SOU 1997: 157"[15].
- Svensk film firar 100-årsjubileum[16].

## Födda

### Januari
- 2 januari – Patrick Pentz, österrikisk fotbollsmålvakt.
- 3 januari – Markéta Davidová, tjeckisk skidskytt.
- 11 januari – Cody Simpson, australisk sångare och gitarrist.
- 13 januari
  - Marius Borg Høiby, son till Morten Borg och Mette-Marit av Norge.
  - Connor McDavid, kanadensisk ishockeyspelare.
  - Ivan Provorov, rysk ishockeyspelare.
- 14 januari – Masja och Nastia Tolmatjova, ryska sångare.
- 17 januari – Jake Paul, amerikansk skådespelare.
- 25 januari
  - Philippe Myers, kanadensisk ishockeyspelare.
  - Noah Hanifin, amerikansk ishockeyspelare.

### Februari
- 10 februari – Chloë Moretz, amerikansk skådespelare.
- 13 februari – Jonathan Werner Juel, dansk skådespelare.
- 27 februari – Keyyo, svensk-rysk programledare och komiker.

### Mars
- 2 mars – Becky G, amerikansk sångerska.
- 3 mars – Camila Cabello, kubansk-amerikansk sångerska.
- 11 mars – Travis Konecny, kanadensisk ishockeyspelare.
- 15 mars – Franziska Gritsch, österrikisk alpin skidåkare.
- 17 mars – Katie Ledecky, amerikansk simmare.
- 28 mars – Sebastian Samuelsson, svensk skidskytt.

### April
- 1 april – Katharina Liensberger, österrikisk alpin skidåkare.
- 15 april – Donavan Brazier, amerikansk friidrottare.
- 16 april – Mimmi Benckert Claesson, svensk skådespelare.
- 29 april – Jacob Larsson, svensk ishockeyspelare.

### Maj
- 1 maj – Ariel Gade, amerikansk barnskådespelare.
- 5 maj – Mitch Marner, kanadensisk ishockeyspelare.
- 9 maj – Zane Huett, amerikansk barnskådespelare.
- 19 maj – Oliver Kylington, svensk ishockeyspelare.
- 26 maj – Mathew Barzal, kanadensisk ishockeyspelare.

### Juni
- 8 juni – Anthony Beauvillier, kanadensisk ishockeyspelare.
- 16 juni – Katharina Gallhuber, österrikisk alpin skidåkare.
- 17 juni – KJ Apa, nyzeeländsk skådespelare.
- 21 juni – Ferdinand Zvonimir Habsburg-Lothringen, habsburgsk tronarvinge.

### Juli
- 7 juli – Carl-Johan Lerby, svensk ishockeyspelare.
- 10 juli – Ebba Andersson, svensk längdskidåkare.
- 18 juli – Noah Lyles, amerikansk friidrottare.
- 28 juli – Johannes Kinnvall, svensk ishockeyspelare.

### Augusti
- 10 augusti – Kylie Jenner, amerikansk tv-profil och modell.
- 14 augusti – Tom Lidgard, svensk skådespelare.
- 19 augusti – Philip Manshaus, norsk terrorist.

### September
- 1 september – Jungkook, sydkoreansk sångare.
- 14 september – Benjamin Ingrosso, svensk artist.
- 17 september – Auston Matthews, amerikansk ishockeyspelare.
- 19 september – Johanna Hjertberg, svensk seglare.
- 30 september – Max Verstappen, nederländsk racerförare

### Oktober
- 8 oktober
  - Bella Thorne, amerikansk dansare.
  - Marco Odermatt, schweizisk utförsåkare.
- 10 oktober – Nadja Holm, svensk artist.

### November
- 13 november – Brent Kinsman och Shane Kinsman, amerikanska skådespelare.
- 15 november – Paula Badosa, spansk tennisspelare.
- 19 november – Grant Holloway, amerikansk friidrottare.
- 28 november – Thor Salden, belgisk sångare.
- 29 november – Emma Ribom, svensk längdskidåkare.

### December
- 3 december – Michael Norman, amerikansk friidrottare.
- 6 december – Sabrina Ionescu, amerikansk basketspelare.
- 11 december - Matthew Tkachuk, amerikansk ishockeyspelare
- 16 december – Zara Larsson, svensk artist.

## Avlidna

### Första kvartalet

#### Januari
- 5 januari – Prins Bertil, 84, svensk kunglighet (död i sitt hem på Djurgården).[1]
- 8 januari – Melvin Calvin, 85, amerikansk kemist, nobelpristagare.
- 9 januari – Birger Ahlm, 81, svensk militär.
- 12 januari – Ragna Breda, 91, norsk skådespelare.
- 17 januari – Clyde Tombaugh, 90, amerikansk astronom, Plutos upptäckare.
- 18 januari
  - Björn Isfält, 54, svensk kompositör, arrangör av filmmusik.
  - Paul Tsongas, 55, amerikansk demokratisk politiker.
- 28 januari – Louis Pauwels, 76, fransk journalist och författare.

#### Februari
- 7 februari – Allan Edwall, 72, svensk skådespelare, författare, musiker, regissör, poet, teaterdirektör.[4][5]
- 9 februari – Matthew Eappen, åtta månader, vars död leder till ett rättsfall med den brittiska au pair-flickan Louise Woodward.
- 14 februari – William L. Scott, 81, amerikansk republikansk politiker, senator 1973–1979.
- 18 februari – Sven Lykke, 79, norsk-svensk skådespelare, sångare, dansare, koreograf, kompositör och sångtextförfattare.
- 19 februari – Deng Xiaoping, 92, kinesisk politiker.[1]
- 26 februari
  - David Doyle, 67, amerikansk skådespelare.
  - Ove Kant, 67, svensk filmare, regissör, manusförfattare och skådespelare.
- 27 februari – William Gear, 81, skotsk målare.

#### Mars
- 2 mars – Bertil Sjödin, 84, svensk skådespelare.
- 8 mars – Stig Carlsson, 71, svensk företagare och innovatör, tillverkare av högtalare.
- 9 mars – The Notorious B.I.G., 24, amerikansk rappare.
- 10 mars – Lars Ahlin, 81, svensk författare.
- 15 mars – Victor Vasarely, 90, ungersk målare och grafiker.
- 19 mars – Willem de Kooning, 92, nederländsk konstnär.
- 20 mars – Britt G. Hallqvist, 83, svensk författare och skapare av psalmer.
- 21 mars – W.V. Awdry, 85, brittisk författare och järnvägsentusiast.

### Andra kvartalet

#### April
- 5 april – Allen Ginsberg, 70, amerikansk poet.
- 10 april – Lennart Lundh, 69, svensk skådespelare.
- 15 april – Einar Berg, 58, svensk operasångare.
- 20 april – Jean Louis, 89, fransk-amerikansk kläddesigner och scenograf.

#### Maj
- 1 maj – Bo Widerberg, 66, svensk filmregissör.
- 8 maj – Jan Blomberg, 62, svensk skådespelare, känd berättarröst.
- 16 maj – Birgit Lennartsson, 85, svensk skådespelare och sångerska.
- 24 maj – Peter Rangmar, 40, svensk revyartist, sångare och skådespelare, medlem i komikgruppen Galenskaparna och After Shave.
- 26 maj – Seppo Heikinheimo, 58, finländsk musikvetare och författare.
- 29 maj – Jeff Buckley, 30, amerikansk sångare och låtskrivare.

#### Juni
- 12 juni – Bulat Okudjava, 73, sovjetisk författare, poet och trubadur.
- 22 juni – Ted Gärdestad, 41, svensk sångare och kompositör.
- 23 juni – Arne Stivell, 70, svensk filmproducent, regissör, skådespelare och musiker.
- 25 juni – Jacques-Yves Cousteau, 87, fransk oceanograf.
- 26 juni – Israel Kamakawiwoʻole, 38, hawaiiansk ukulelespelare och sångare.
- 28 juni – Walter Gotell, 73, tysk-brittisk skådespelare.

### Tredje kvartalet

#### Juli
- 1 juli – Robert Mitchum, 79, amerikansk skådespelare.
- 2 juli – James Stewart, 89, amerikansk flygmilitär och skådespelare.
- 3 juli – Sam Samson, 90, svensk kompositör, kapellmästare, textförfattare och musiker (pianist).
- 4 juli – Bengt Danielsson, 75, svensk etnograf och författare.
- 6 juli – Chetan Anand, 76, indisk manusförfattare och filmregissör.
- 8 juli – Erik Zetterström, 92, svensk revyförfattare och kåsör, mest känd under pseudonymen Kar de Mumma[4].
- 13 juli – Aleksandra Danilova, 93, rysk ballerina.
- 15 juli – Gianni Versace, 50, italiensk modeskapare.
- 25 juli – Ben Hogan, 84, amerikansk golfspelare.
- 26 juli – Kunihiko Kodaira, 82, japansk matematiker, Fieldspristagare.
- 31 juli – Bao Dai, 83, Vietnams kejsare 1925–1945.

#### Augusti
- 2 augusti – William S. Burroughs, 83, amerikansk författare.
- 4 augusti – Jeanne Calment, 122, fransyska, världshistoriens äldsta människa.
- 6 augusti – K.P.R. Gopalan, indisk politiker.
- 16 augusti – Nusrat Fateh Ali Khan, 48, pakistansk musiker.
- 12 augusti – Gösta Bohman, 86, svensk moderatledare 1970–1981[1].
- 20 augusti – Nils Hansén, 77, svensk kompositör, musikarrangör och kapellmästare.
- 29 augusti – Gustaf Svensson i Vä, 96, svensk folkskollärare och centerpartistisk riksdagspolitiker.
- 31 augusti – Diana, 36, prinsessa av Wales.

#### September
- 4 september – Aldo Rossi, 66, italiensk postmodernistisk arkitekt.
- 5 september – Moder Teresa, 87, albansk-indisk katolsk nunna[8].
- 9 september – Burgess Meredith, 89, amerikansk skådespelare.
- 12 september – Stikkan Anderson, 66, svensk sångtextförfattare, musikförläggare, affärsman, manager för svenska popgruppen Abba[4].
- 19 september – Karl Gustaf Brandberg, 92, svensk militär.
- 22 september – Yokoi Shoichi, 82, japansk värnpliktig soldat som gömde sig 27 år på Guam.
- 24 september – Ruth Moberg, 85, svensk skådespelare och operasångerska (sopran).
- 29 september
  - Sven-Eric Johanson, 77, svensk kompositör, medlem i Måndagsgruppen.
  - Roy Lichtenstein, 73, amerikansk konstnär.

### Fjärde kvartalet

#### Oktober
- 4 oktober
  - Gunpei Yokoi, 56, japansk spelskapare.
  - Otto Ernst Remer, 85, tysk militär.
- 5 oktober – Jarl Kulle, 70, svensk skådespelare[4].
- 8 oktober – William B. Spong, 77, amerikansk demokratisk politiker, senator 1966–1973.
- 10 oktober – Carl-Michael Alw, 71, svensk skådespelare.
- 12 oktober – John Denver, 53, amerikansk countrysångare.
- 26 oktober – Georg Adelly, 78, svensk musiker (basist), skådespelare och komiker.
- 28 oktober – Klaus Wunderlich, 66, tysk musiker.
- 29 oktober – Anton LaVey, 67, amerikansk författare, den moderna satanismens grundare.

#### November
- 3 november – Henry Sidoli, 66, svensk manusförfattare och regissör.
- 6 november – Lillian Rogers Parks, 100, amerikansk tjänsteflicka och sömmerska i Vita huset.
- 19 november – Carola Standertskjöld, 56, finländsk sångare.
- 20 november – Bertil Larsson, 90, svensk militär.
- 22 november – Michael Hutchence, 37, australisk sångare i INXS.
- 25 november – Stephen McNichols, 83, amerikansk demokratisk politiker, guvernör i Colorado 1957–1963.
- 30 november – Shamo Quaye, 26, ghanansk fotbollsspelare.

#### December
- 1 december – Stéphane Grappelli, 89, fransk jazzviolinist.
- 7 december – Billy Bremner, 54, skotsk fotbollsspelare.
- 14 december – Torsten Nilsson, 92, svensk politiker.
- 18 december – Chris Farley, 33, amerikansk skådespelare och komiker.
- 19 december – Saga Sjöberg, 86, svensk skådespelare och sångerska.
- 20 december – Richard Glazar, 77, tjeckisk överlevare från Treblinka.
- 24 december – Toshirō Mifune, 77, japansk skådespelare.
- 25 december – Anatolij Bukrejev, 39, rysk bergsbestigare.
- 30 december – Iiro Kajanto, 72, finländsk klassisk filolog.

## Nobelpris
- Fysik
  - Steven Chu, USA[17]
  - Claude Cohen-Tannoudji, Frankrike[17]
  - William D Phillips, USA[17]
- Kemi
  - Paul D Boyer, USA[17]
  - John E Walker, Storbritannien[17]
  - Jens C Skou, Danmark[17]
- Medicin – Stanley B Prusiner, USA[17]
- Litteratur – Dario Fo, Italien[17]
- Fred
  - International Campaign to Ban Landmines[17]
  - Jody Williams, USA[17]
- Ekonomi
  - Robert C. Merton, USA[17]
  - Myron Scholes, USA[17]

### Fotnoter
1. 1 2 3 4 5 6 7 8 9 10 11 12 13 14 15  20:e århundrades När Var Hur – 1997, Bernt Himmelstedt, Forum, 1999
2. 1 2 3 4 5 6 7 8 9  Faktakalendern 2000 – 1997 (Sverige), 1999
3. ↑  Horisont 1997, Bertmarks förlag, sidan 4 - 18-årsgräns för tobaksinköp
4. 1 2 3 4 5 6 7 8 9 10 11 12 13 14 15 16 17 18 19  Hundra år i Sverige – 1997, Hans Dahlberg, Albert Bonniers, 1999
5. 1 2 3 4 5 6 7 8 9 10 11 12  100 år med Aftonbladet – 1997, 1999
6. ↑  ”Seds.org”. Arkiverad från originalet den 21 september 2007. https://web.archive.org/web/20070921200734/http://www.seds.org/spaceviews/9702/news.html.
7. 1 2 3 4 5 6 7 8 9  Faktakalendern 2006, Semic, 2005
8. 1 2 3 4 5 6 7 8 9 10 11 12 13  Faktakalendern 2000 – 1997 (Utlandet), Semic, 1999
9. ↑  ”Bangla 2000”. 27 juli 2000. Arkiverad från originalet den 19 mars 2013. https://web.archive.org/web/20130319114136/http://www.bangla2000.com/news/Archive/International/7-27-2000/news_detail7.html. Läst 19 mars 2011.
10. 1 2 3 4 5 6 7 8 9 10 11  Sverige 1900-talet – 1997, NE, Bra Böcker, 2000
11. 1 2 3 4 5  ”USA:s militära insatser i utlandet”. Arkiverad från originalet den 29 november 2005. https://web.archive.org/web/20051129052401/http://www.history.navy.mil/library/online/forces.htm. Läst 31 januari 2011.
12. ↑  Jällhage, Lenita (31 maj 1997). ”Allt fler narkomaner dör. Fördubbling på tio år.”. Dagens Nyheter. https://www.dn.se/arkiv/stockholm/allt-fler-narkomaner-dor-fordubbling-pa-tio-ar-overdoser-sjalvmord-och-aids-bakom-dystra-siffror/. Läst 1 februari 2025.
13. ↑  ”World Statesmen (läst 3 april 2011)”. http://www.worldstatesmen.org/Finland_prov.html.
14. ↑  ”Dir. 1997:101”. 11 september 1997. https://data.riksdagen.se/dokument/GLB1101. Läst 6 oktober 2021.
15. ↑  Sverige 1900-talet – Från den lilla, lilla gumman till vilda bebin, NE, Bra Böcker, 2000
16. ↑  Sverige 1900-talet – Med svenskheten i högsätet, NE, Bra Böcker, 2000
17. 1 2 3 4 5 6 7 8 9 10 11 12  ”Nobelpriset”. https://www.nobelprize.org/prizes/lists/all-nobel-prizes/. Läst 10 april 2011.